# Llista de peixos de Groenlàndia

Localització de Groenlàndia entre l'Atlàntic Nord i l'oceà Àrtic

Areng (Clupea harengus)

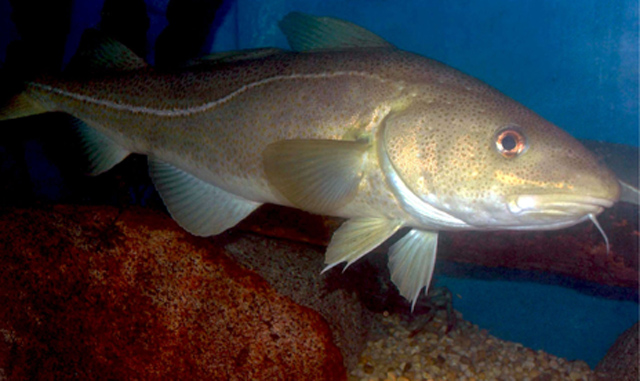
Bacallà de l'Atlàntic (Gadus morhua)

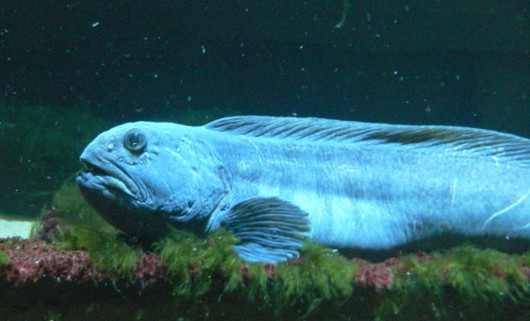
Anarhichas denticulatus

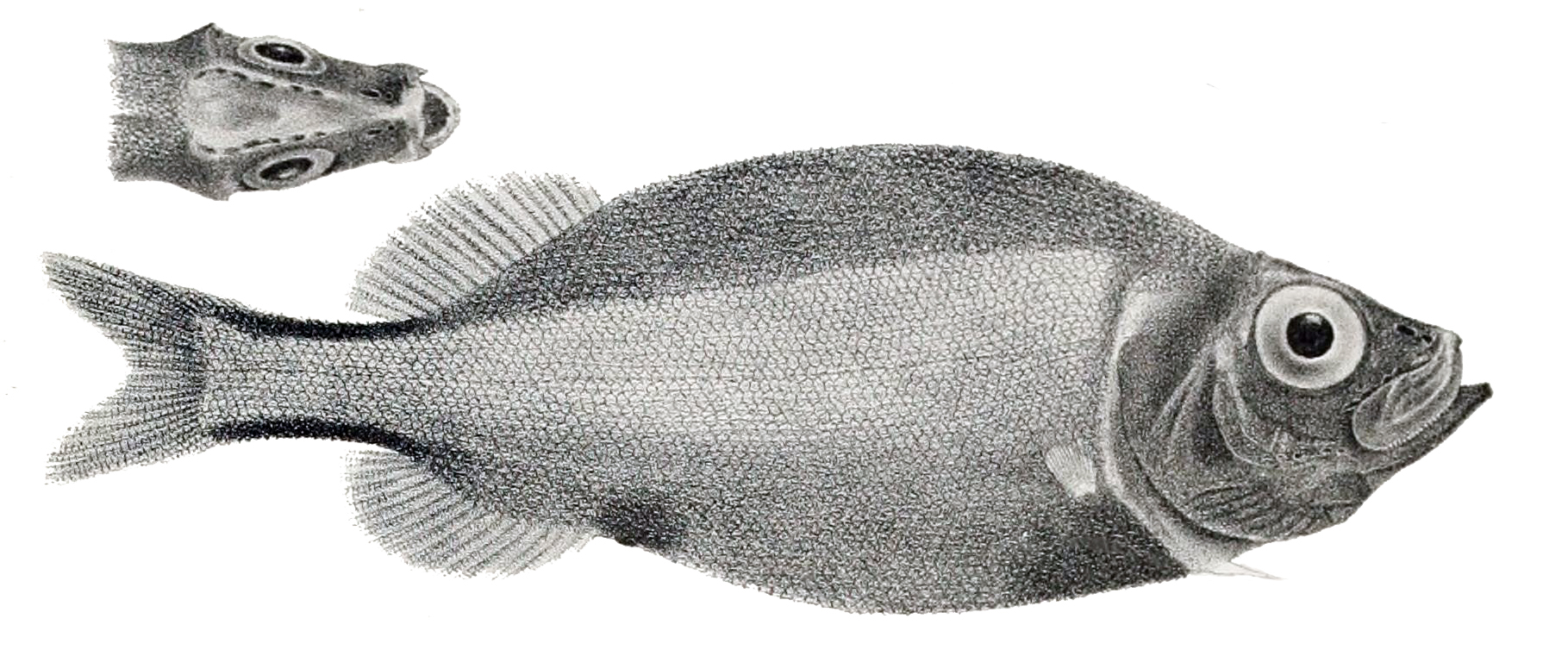
Platytroctes apus (il·lustració del 1887)

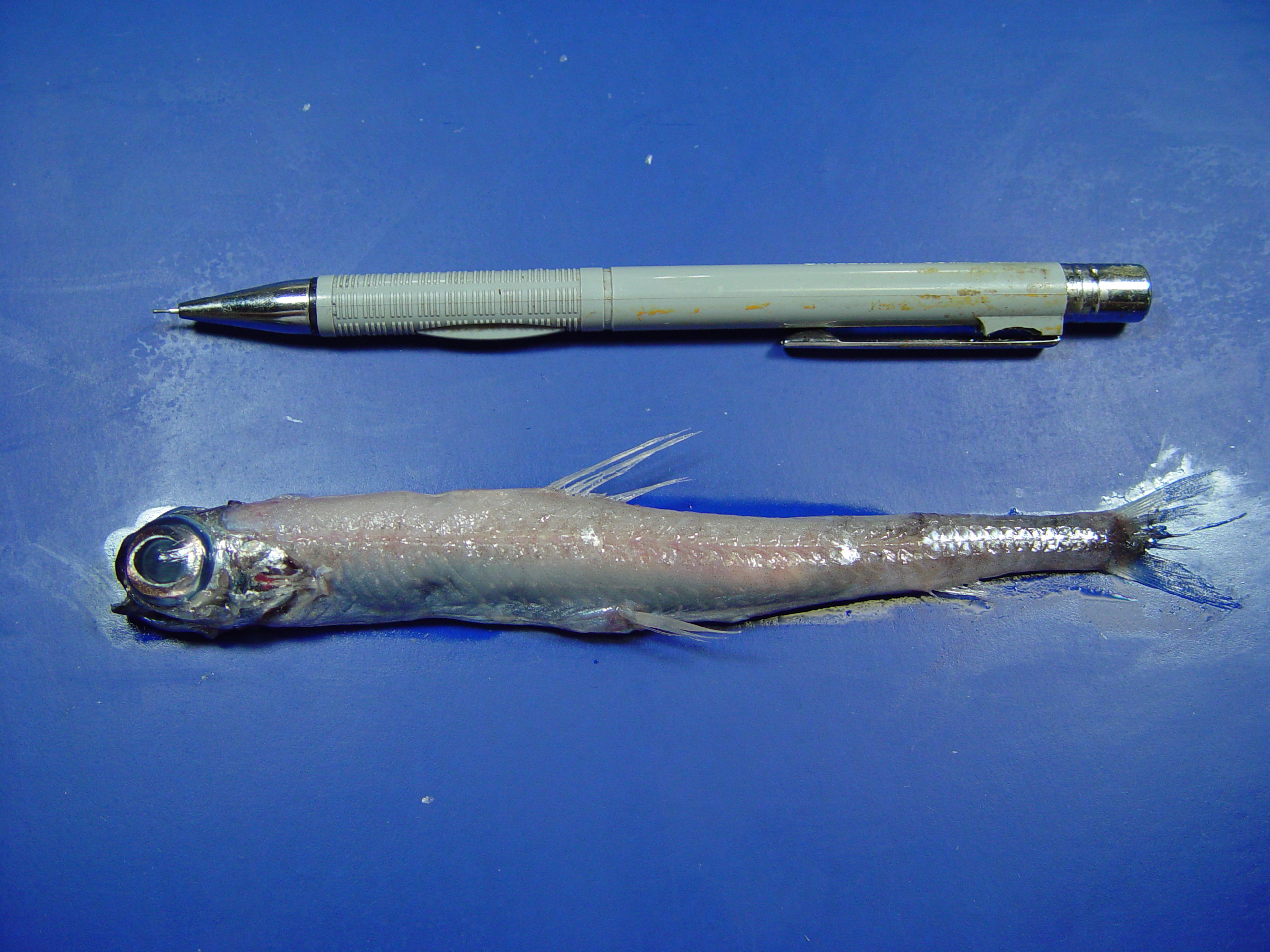
Nansenia groenlandica

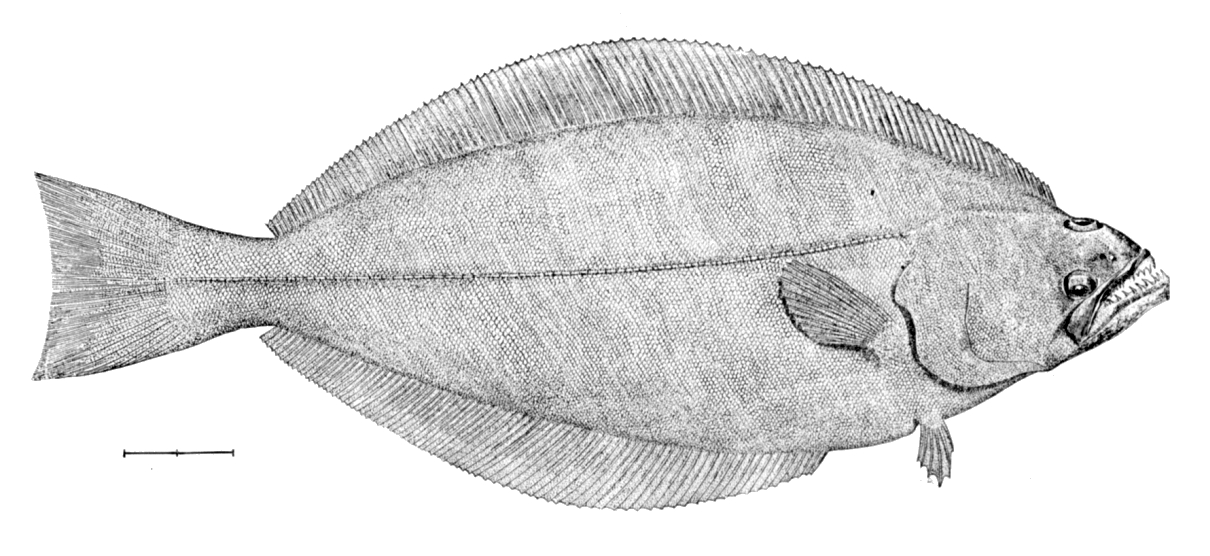
Halibut negre (Reinhardtius hippoglossoides)

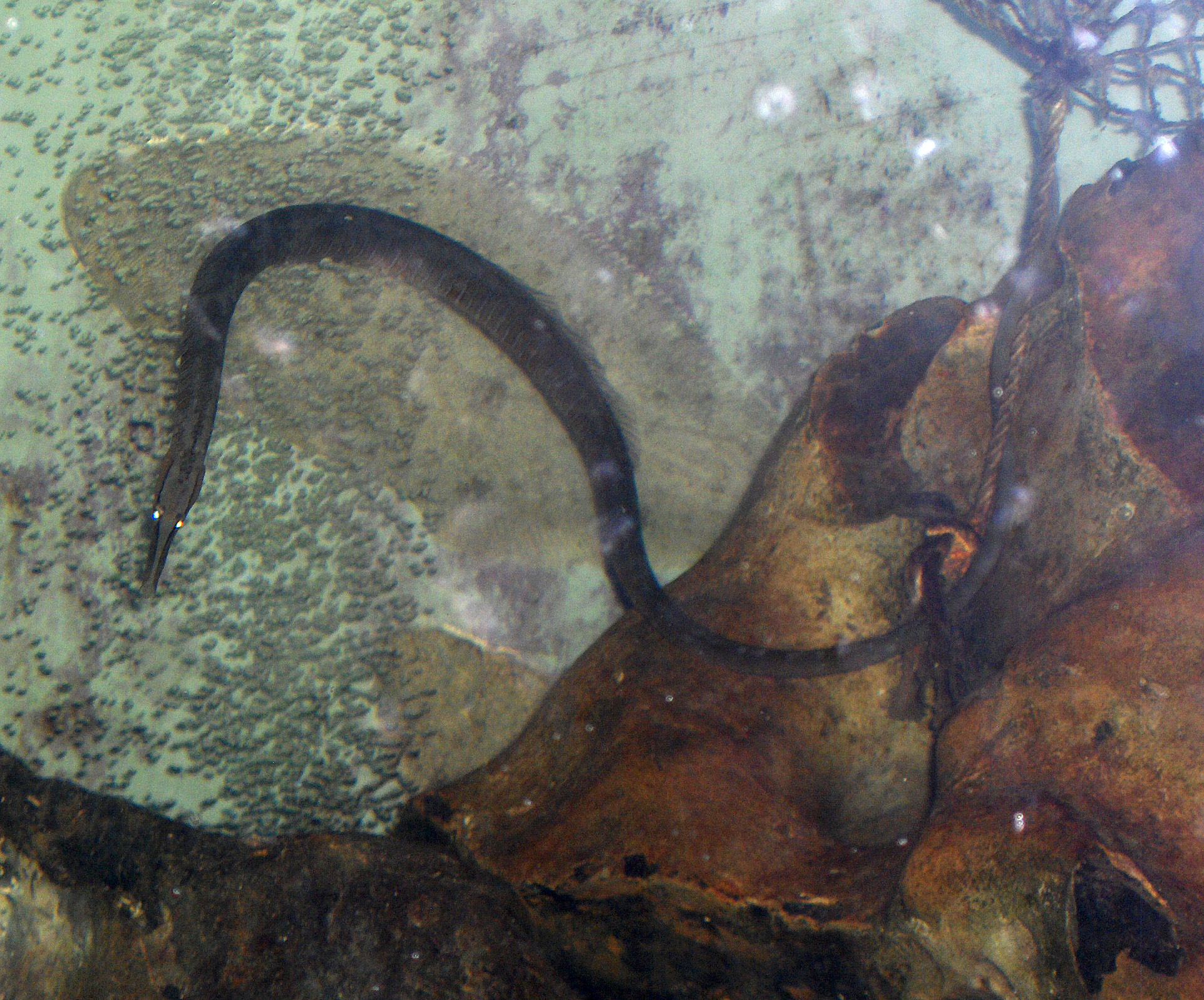
Entelurus aequoreus

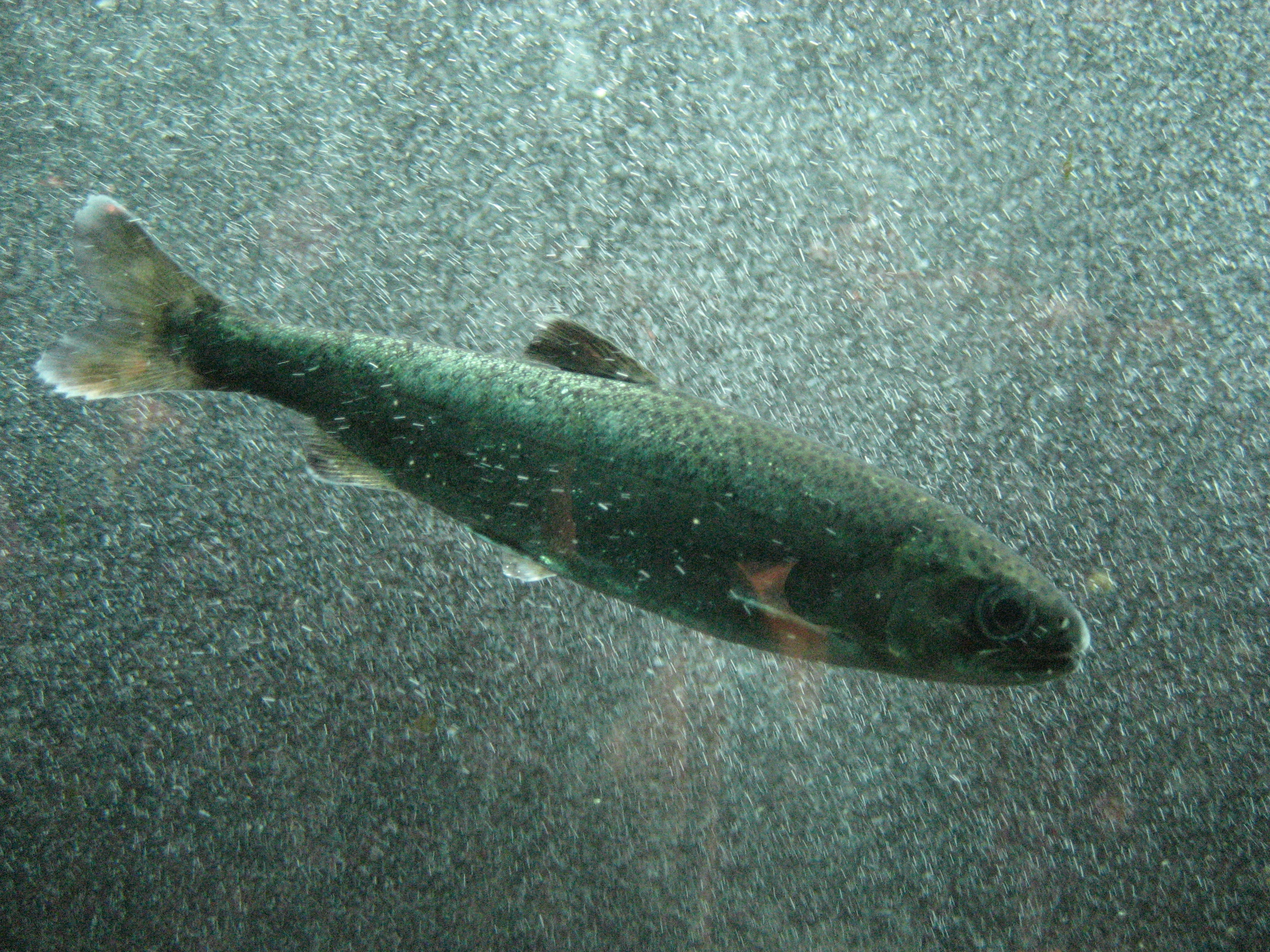
Salmó (Salmo salar)

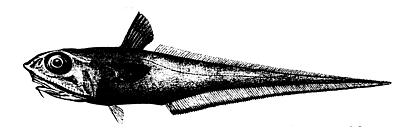
Macrourus berglax

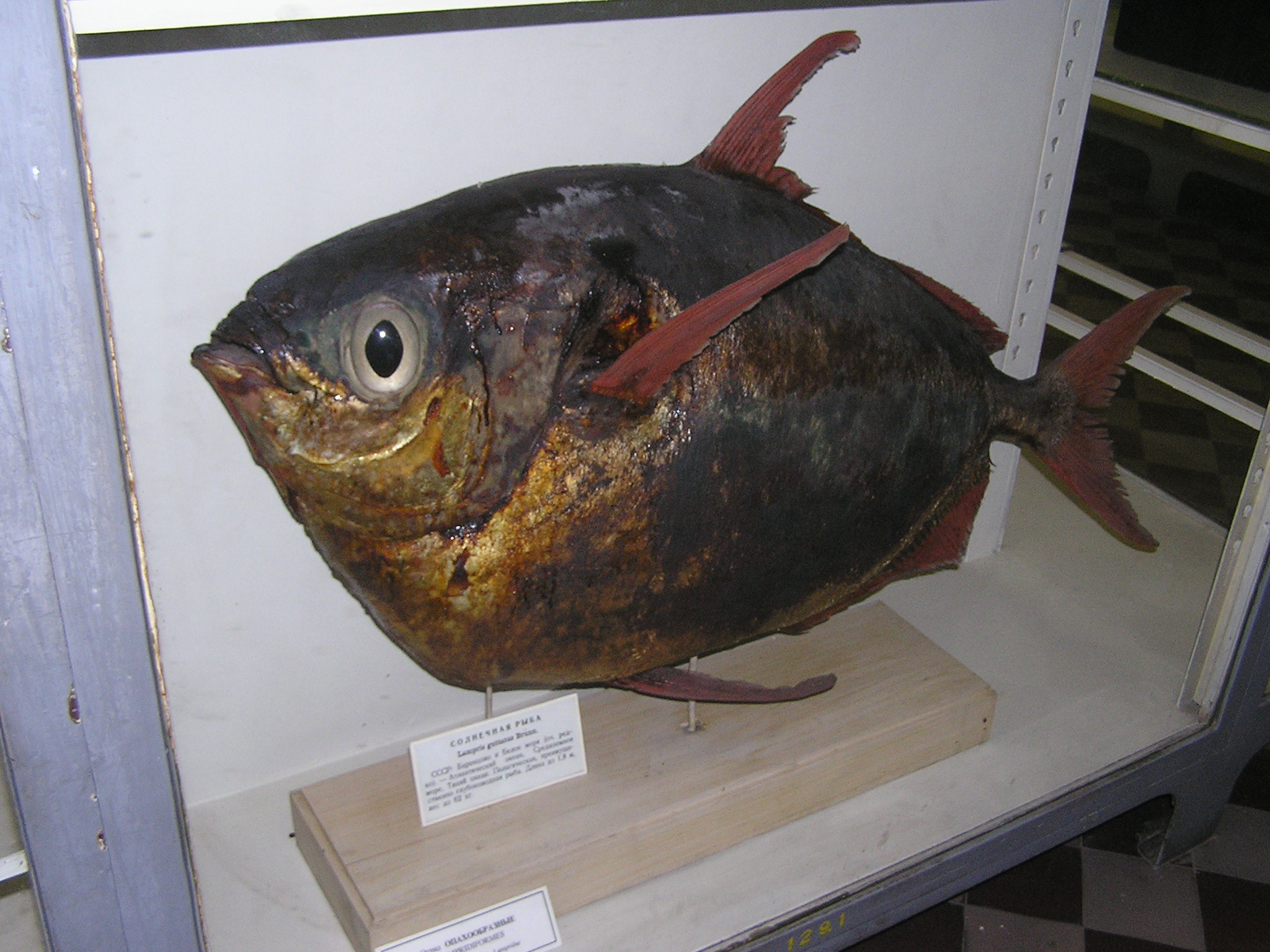
Lampris guttatus

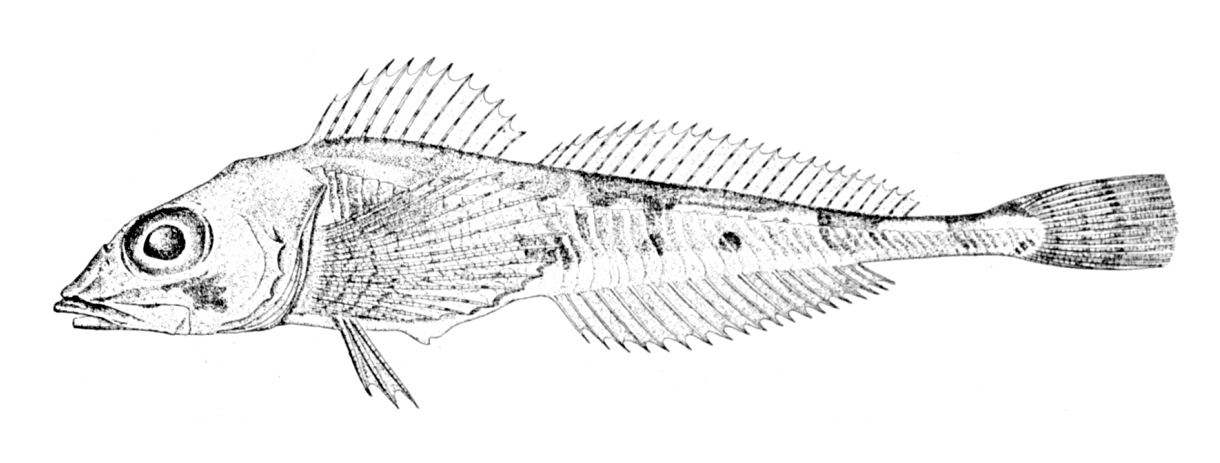
Triglops pingelii

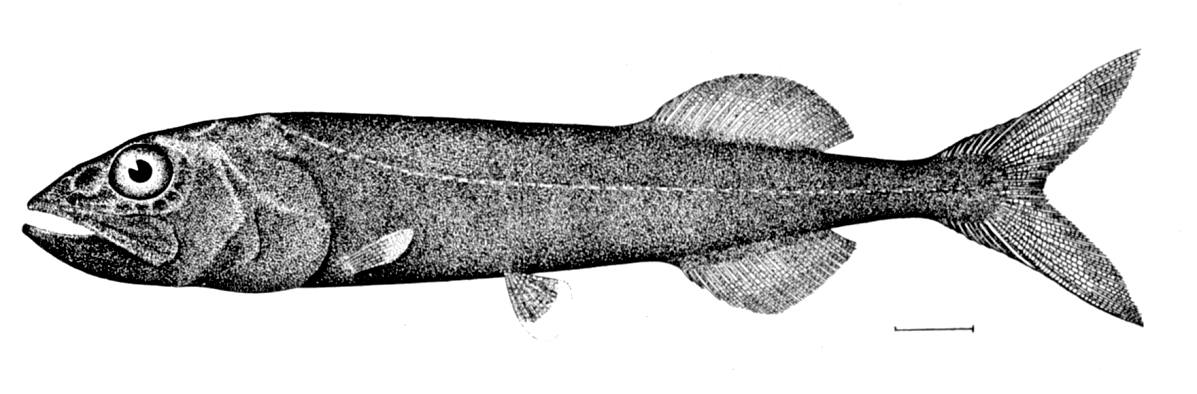
Rouleina attrita (il·lustració del 1896)

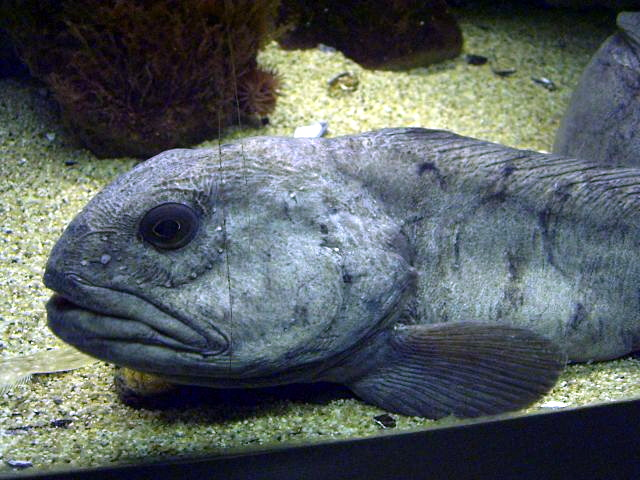
Peix llop (Anarhichas lupus)

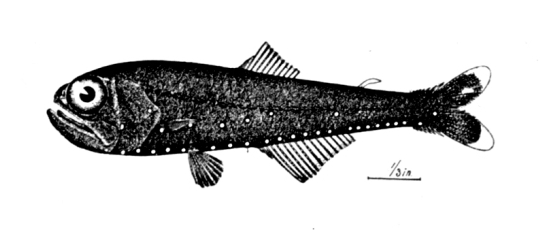
Fanalet glacial (Benthosema glaciale)

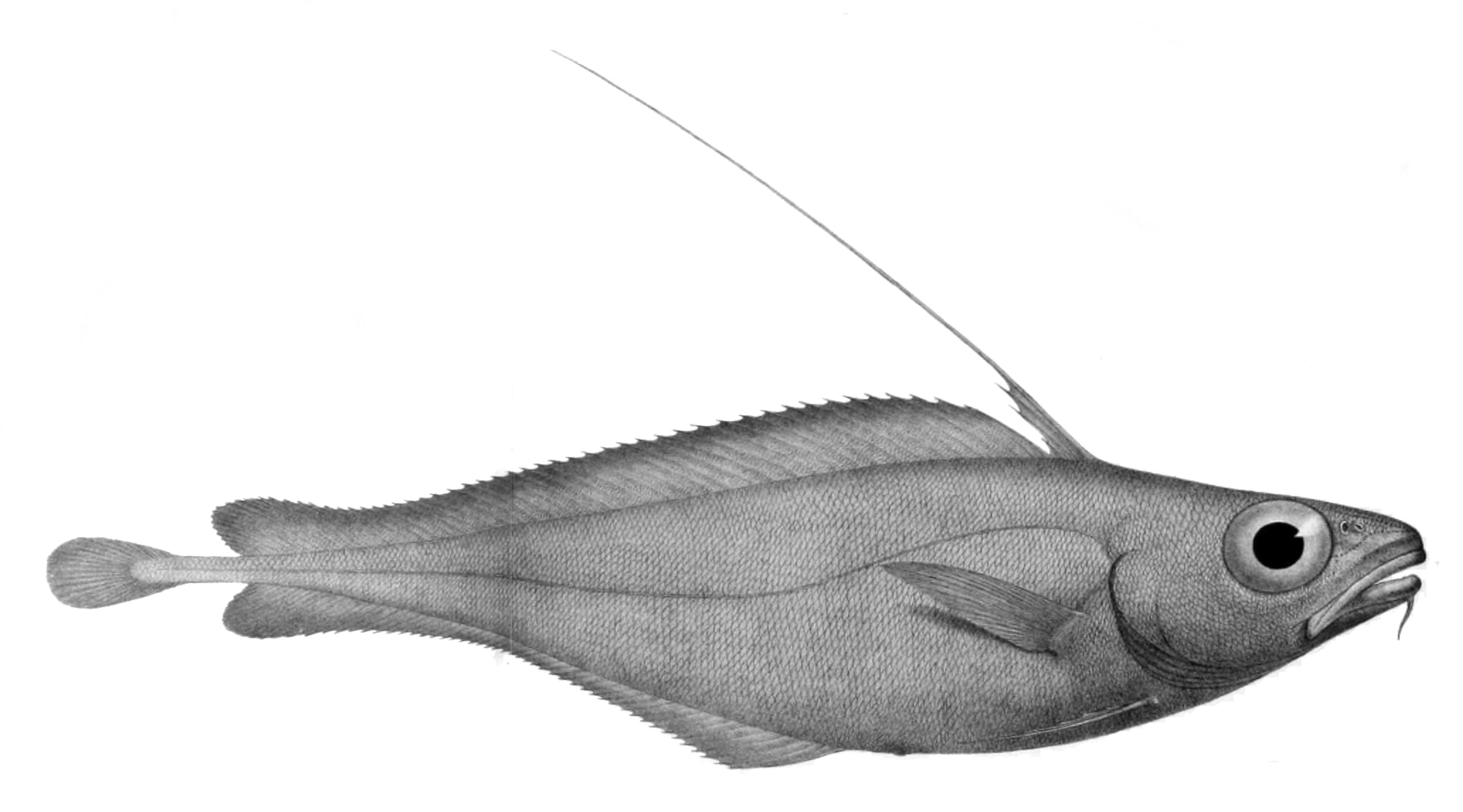
Lepidion eques

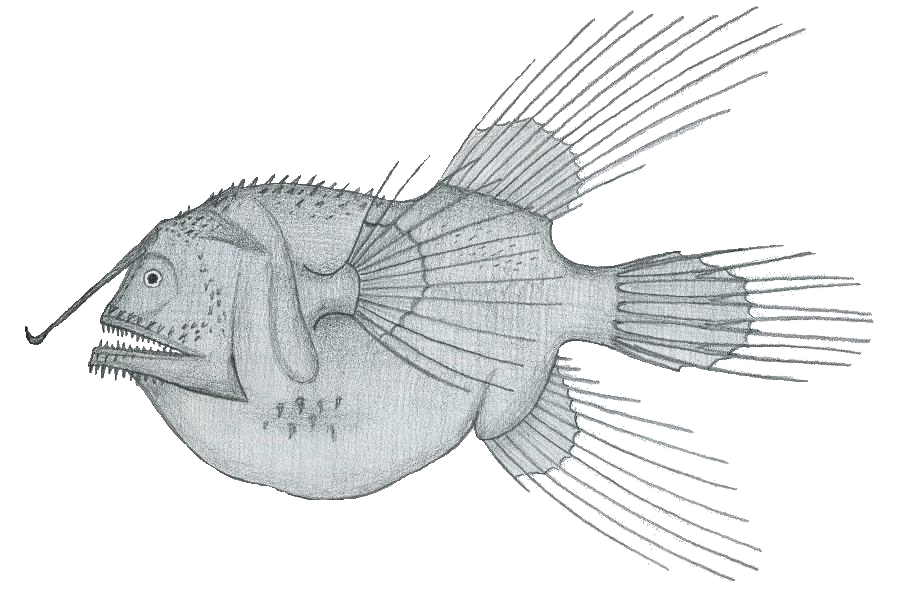
Caulophryne jordani

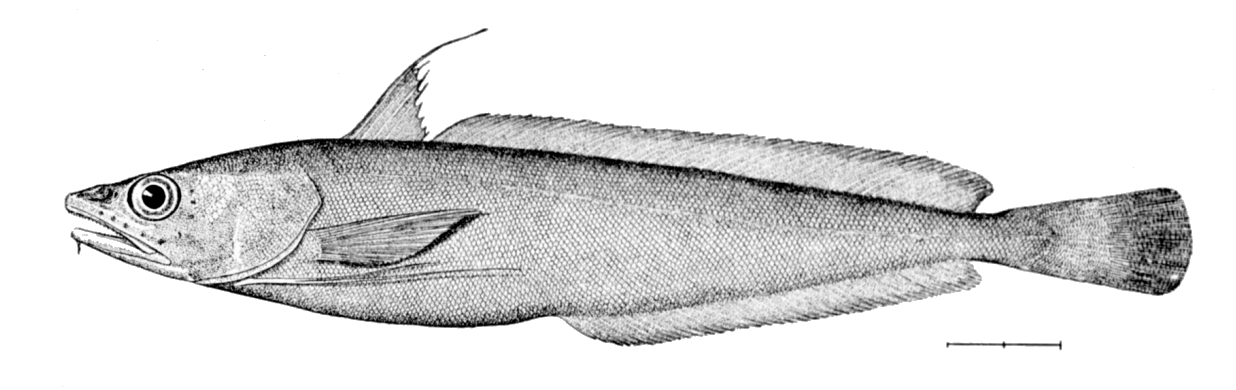
Urophycis tenuis (il·lustració del 1896)

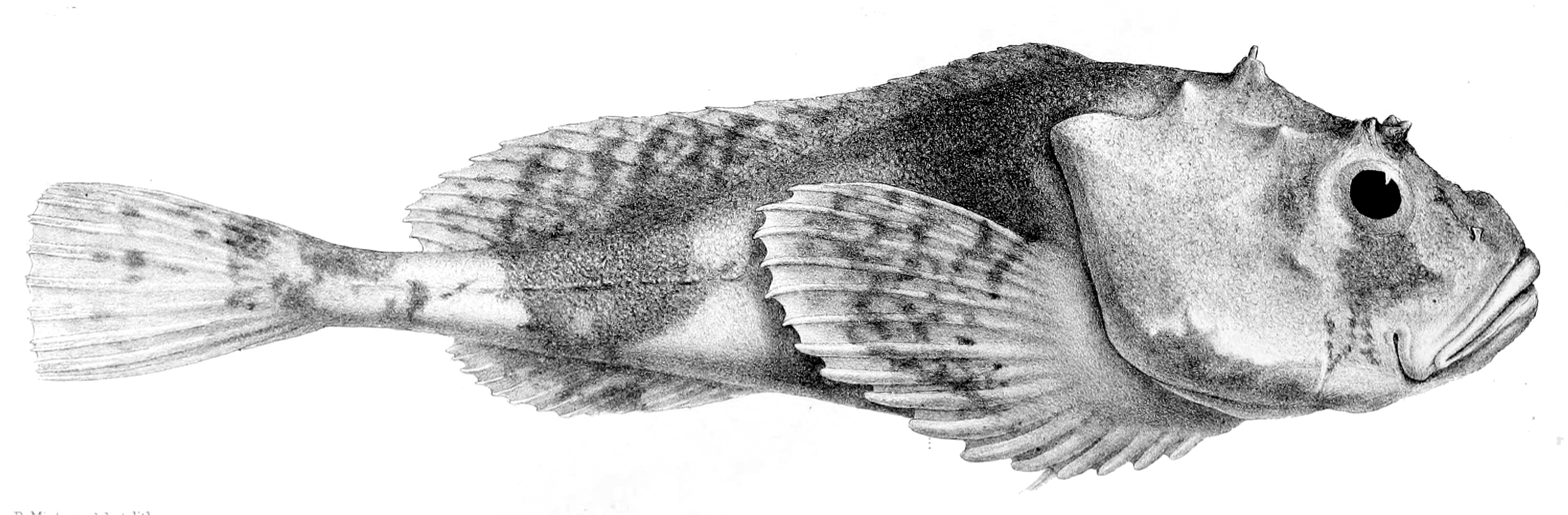
Cottunculus microps (il·lustració del 1887)

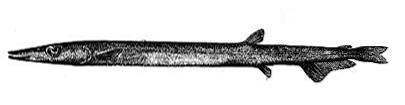
Arctozenus risso

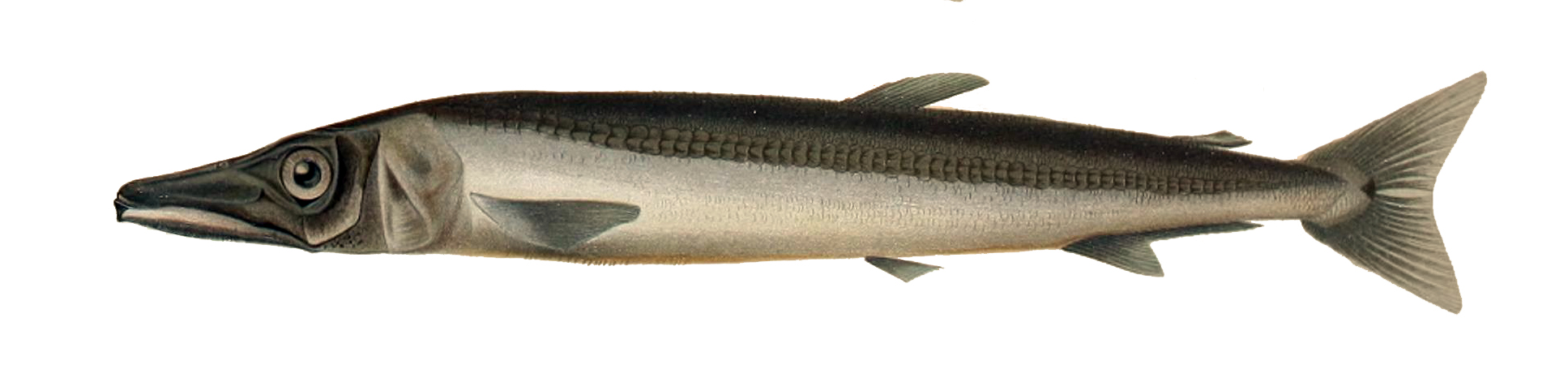
Magnisudis atlantica (il·lustració del 1911)

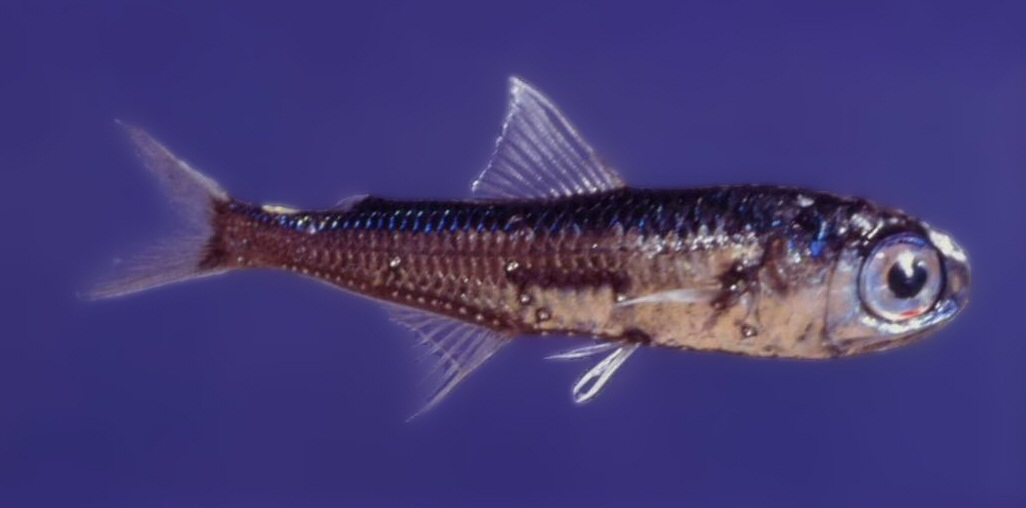
Myctophum punctatum

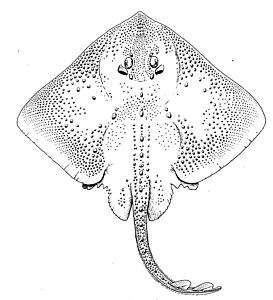
Amblyraja radiata

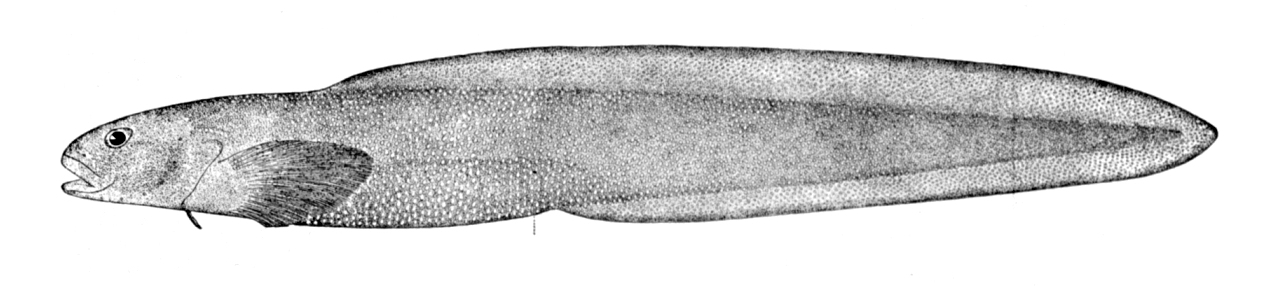
Lycodes frigidus

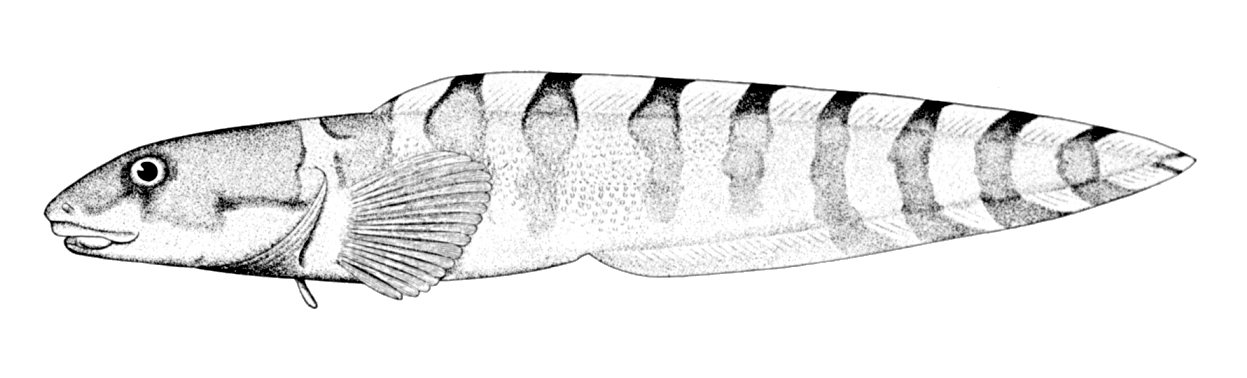
Lycodes reticulatus

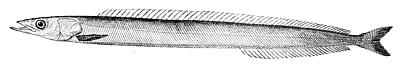
Ammodytes dubius

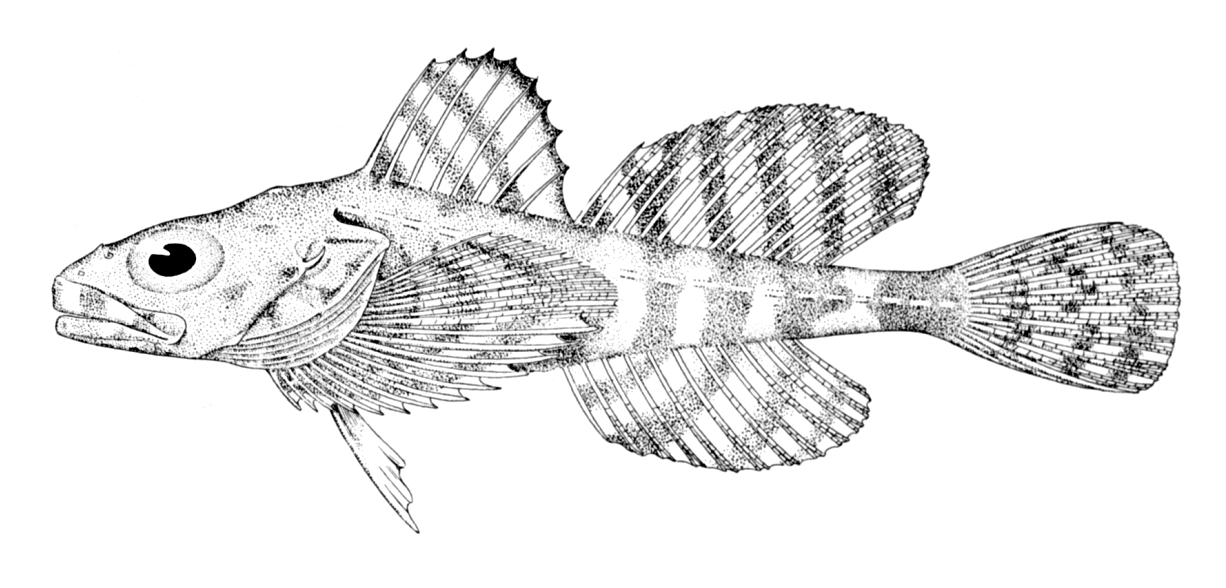
Artediellus uncinatus

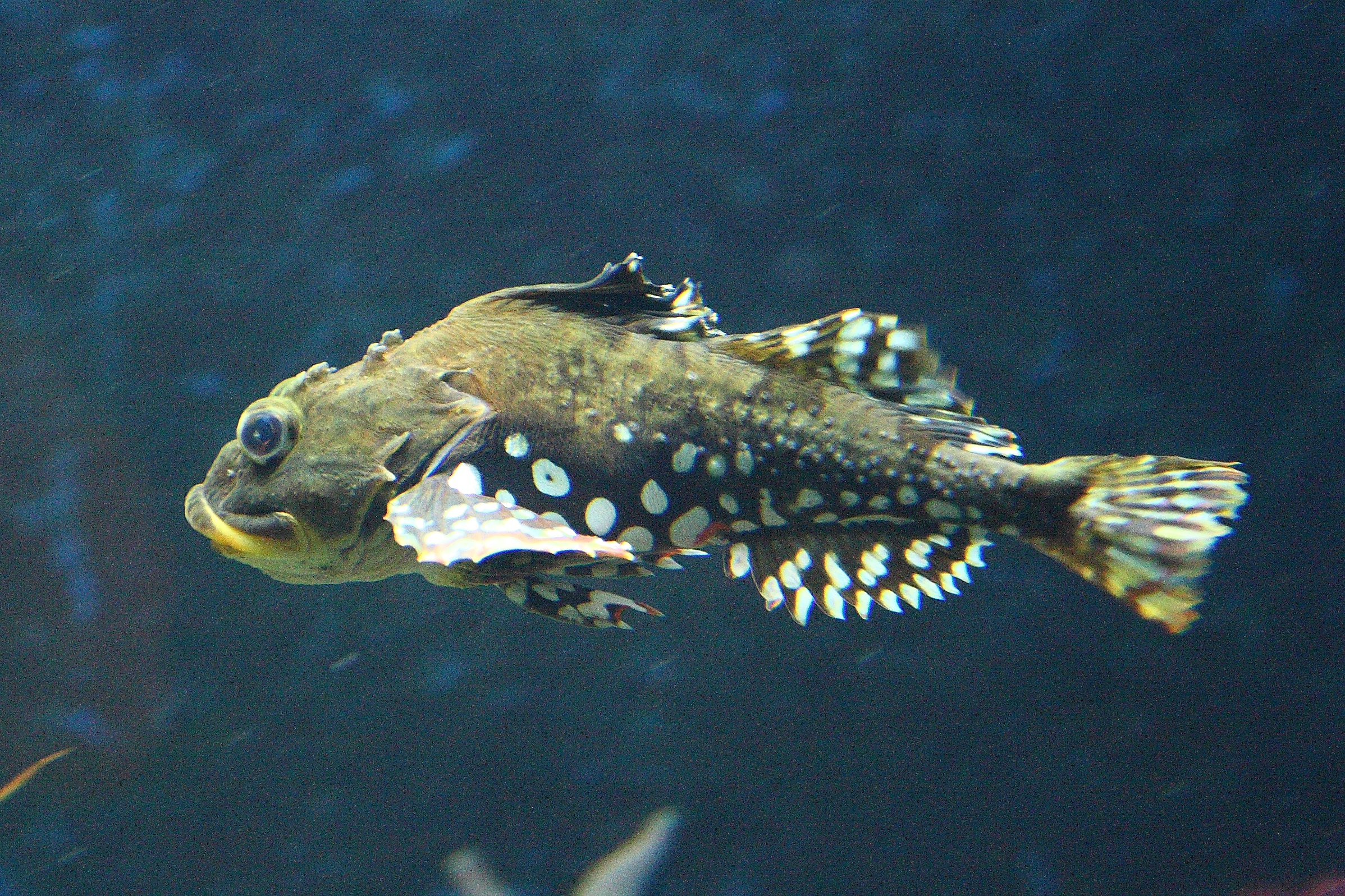
Escorpí de mar d'espines curtes (Myoxocephalus scorpius)

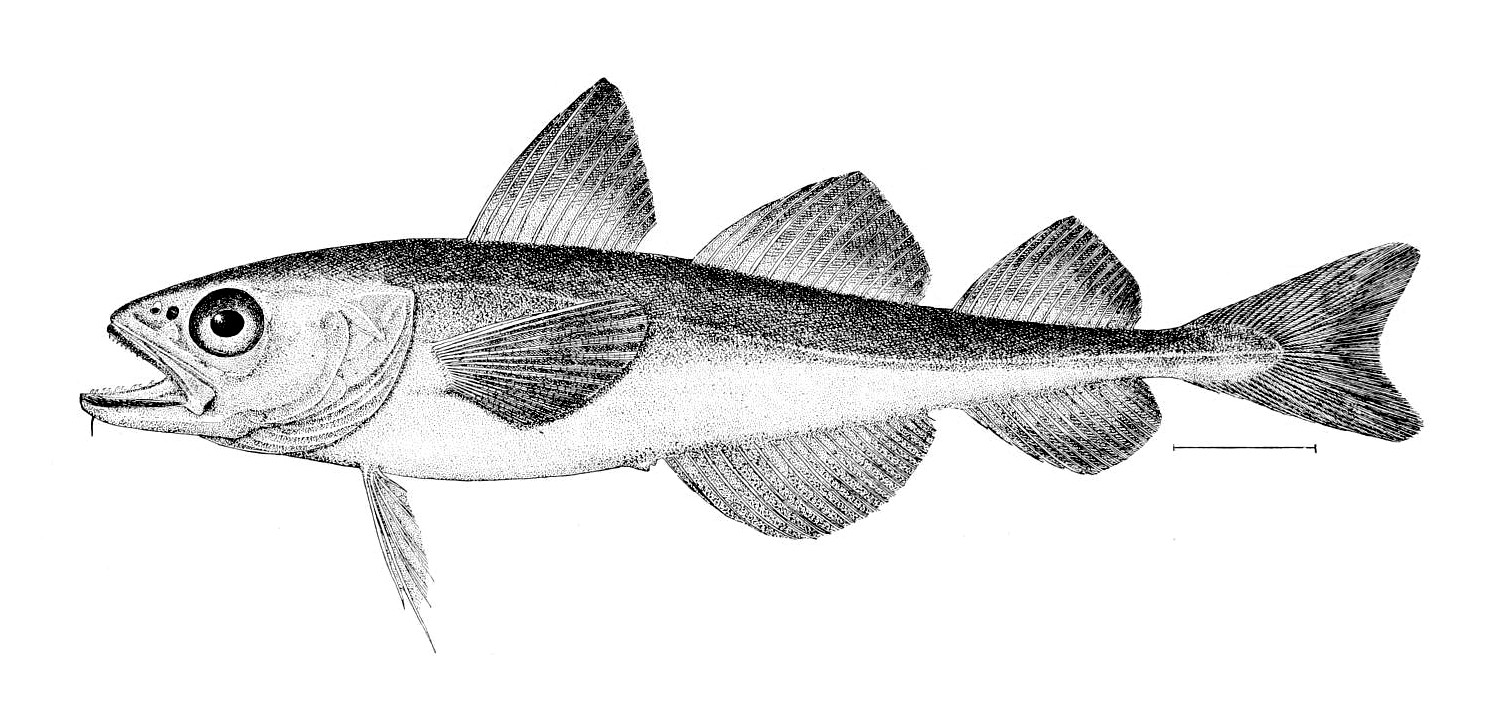
Bacallà polar (Boreogadus saida)

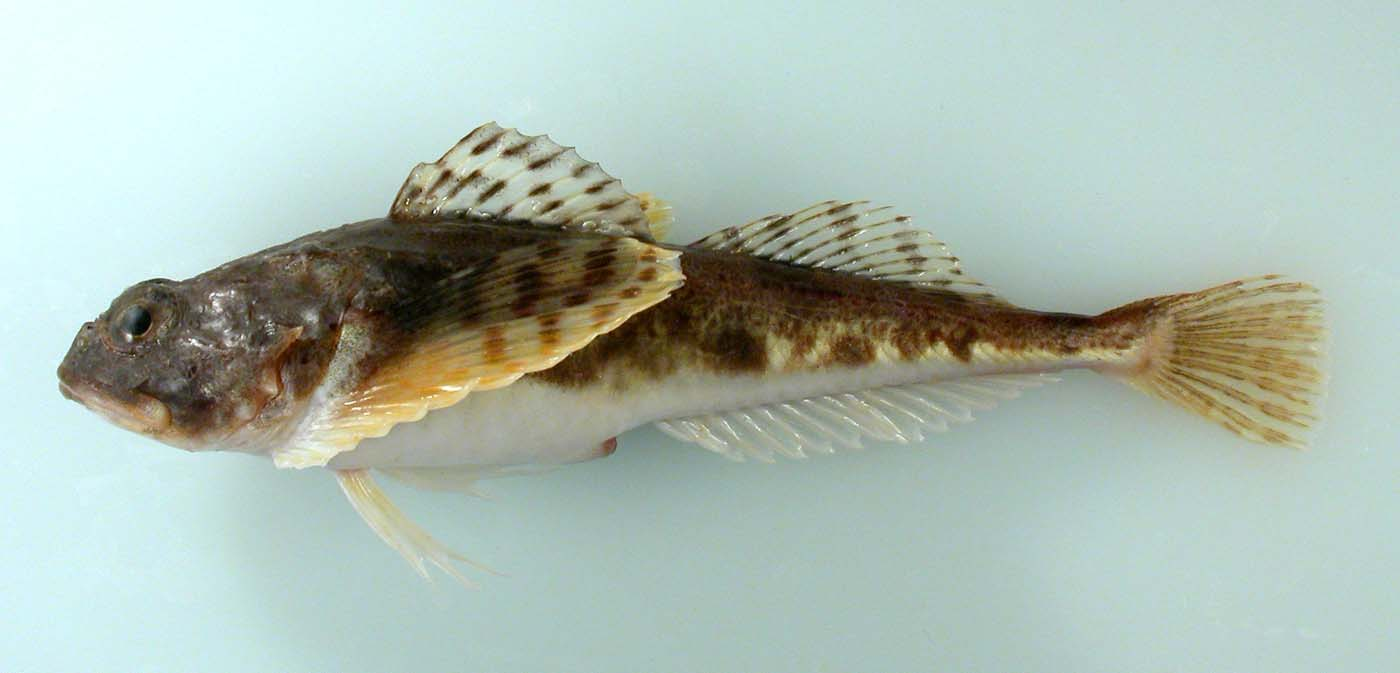
Gymnocanthus tricuspis

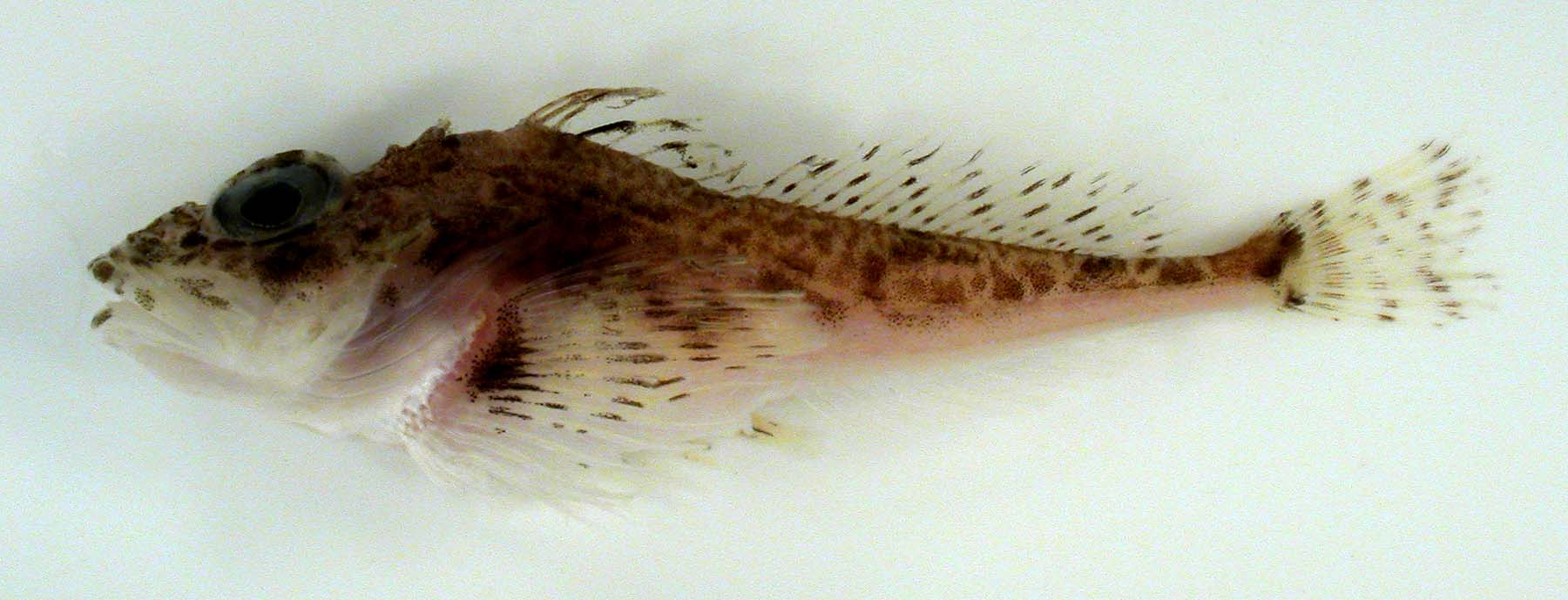
Icelus spatula

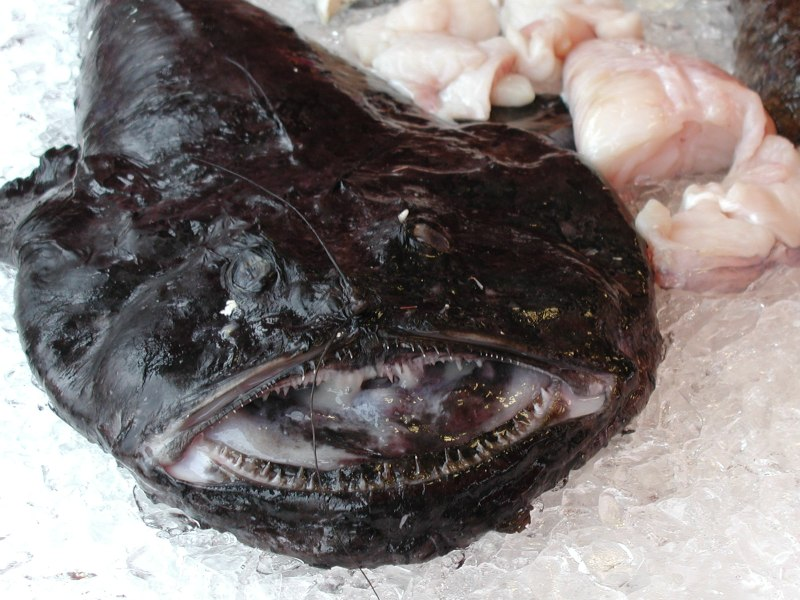
Rap (Lophius piscatorius)

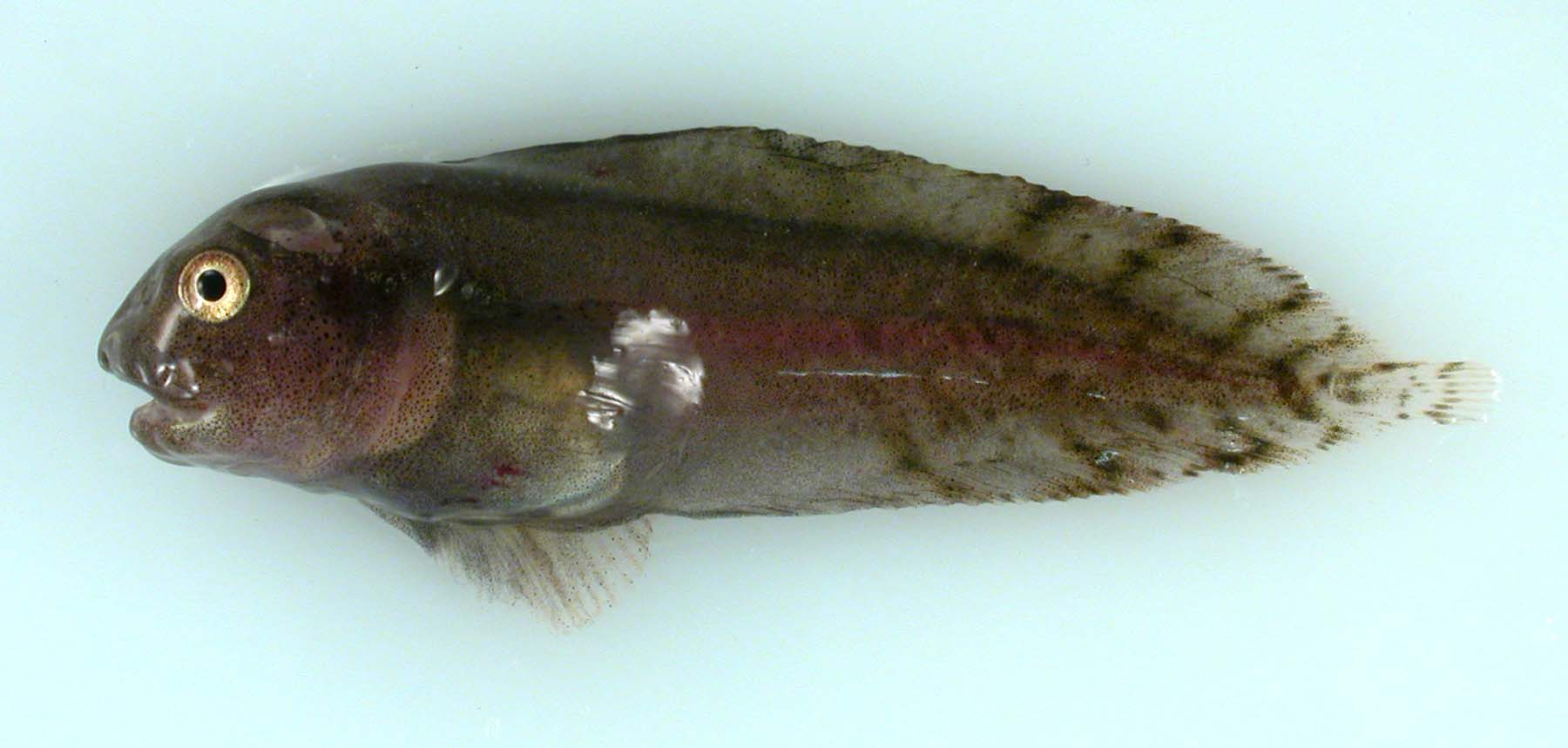
Liparis fabricii

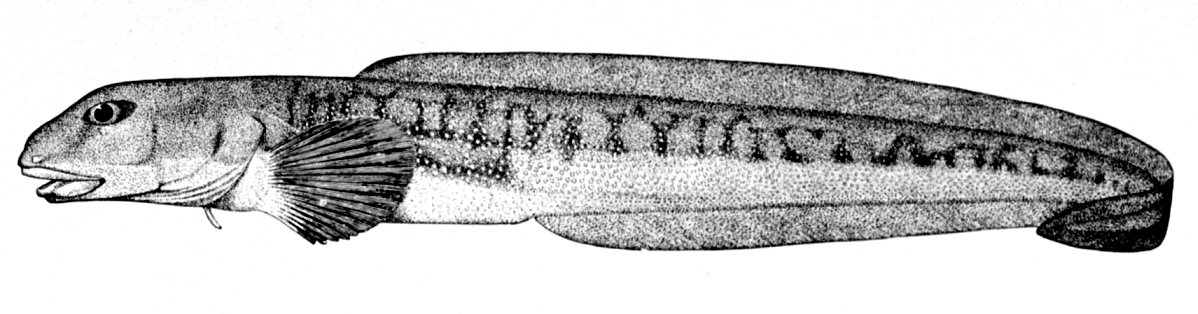
Lycodes vahlii

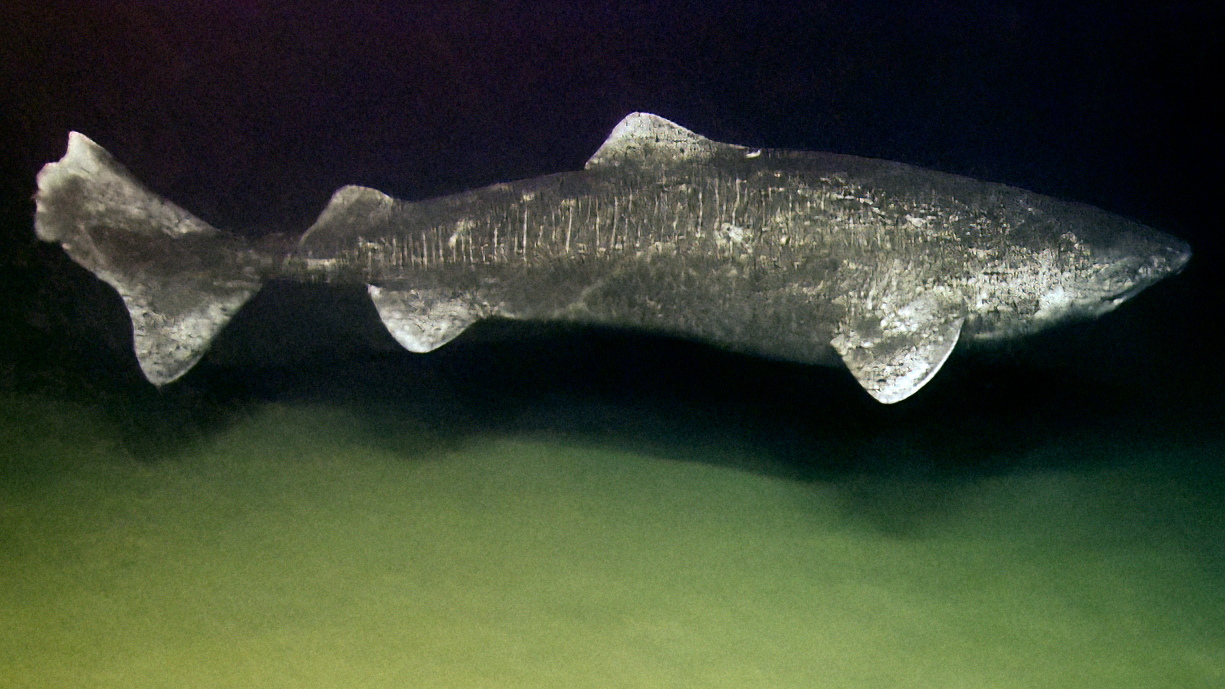
Tauró de Groenlàndia (Somniosus microcephalus)

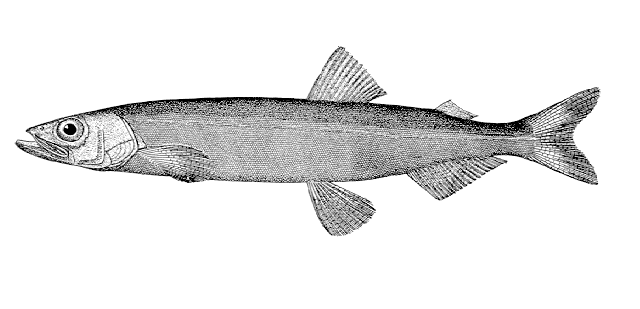
Capelí (Mallotus villosus)

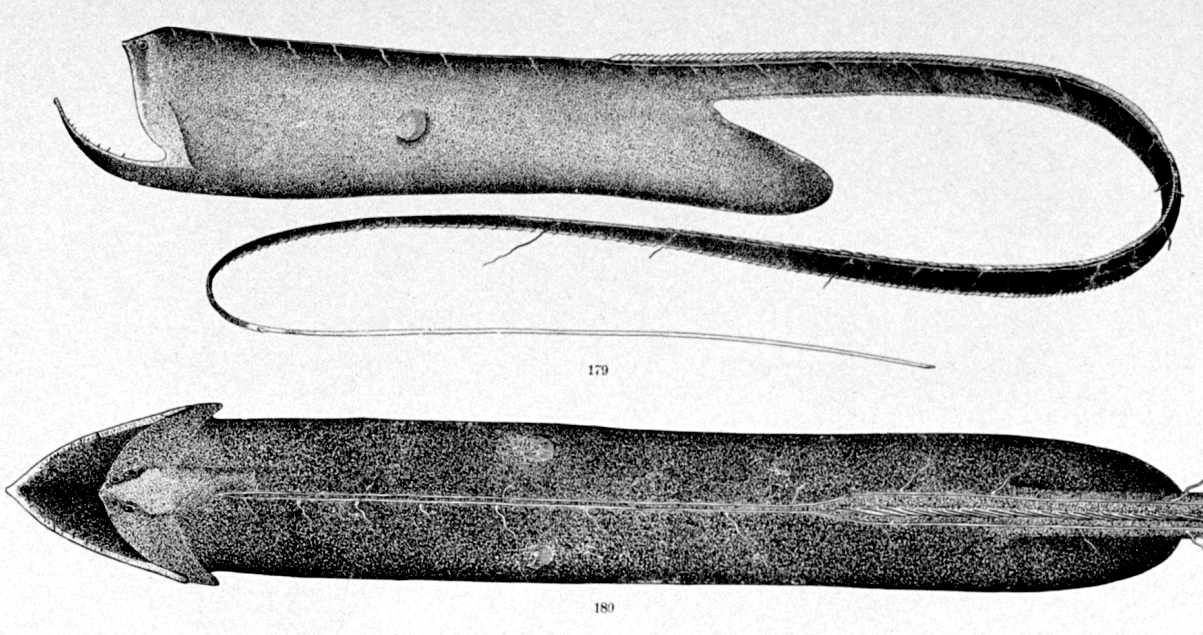
Saccopharynx ampullaceus (il·lustració del 1896)

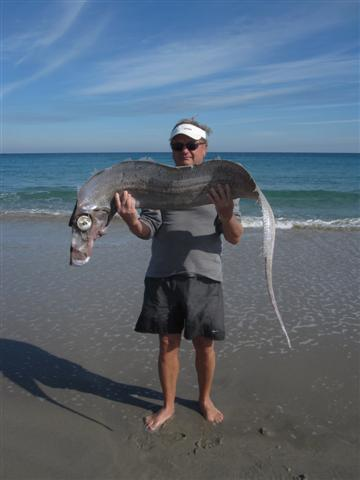
Trachipterus arcticus

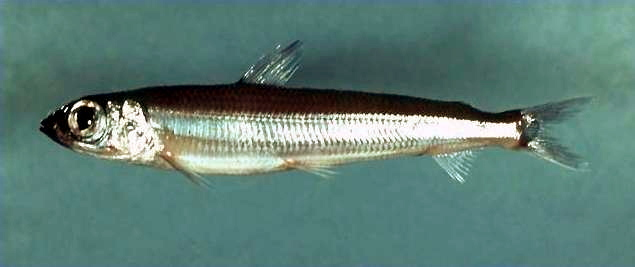
Argentina silus

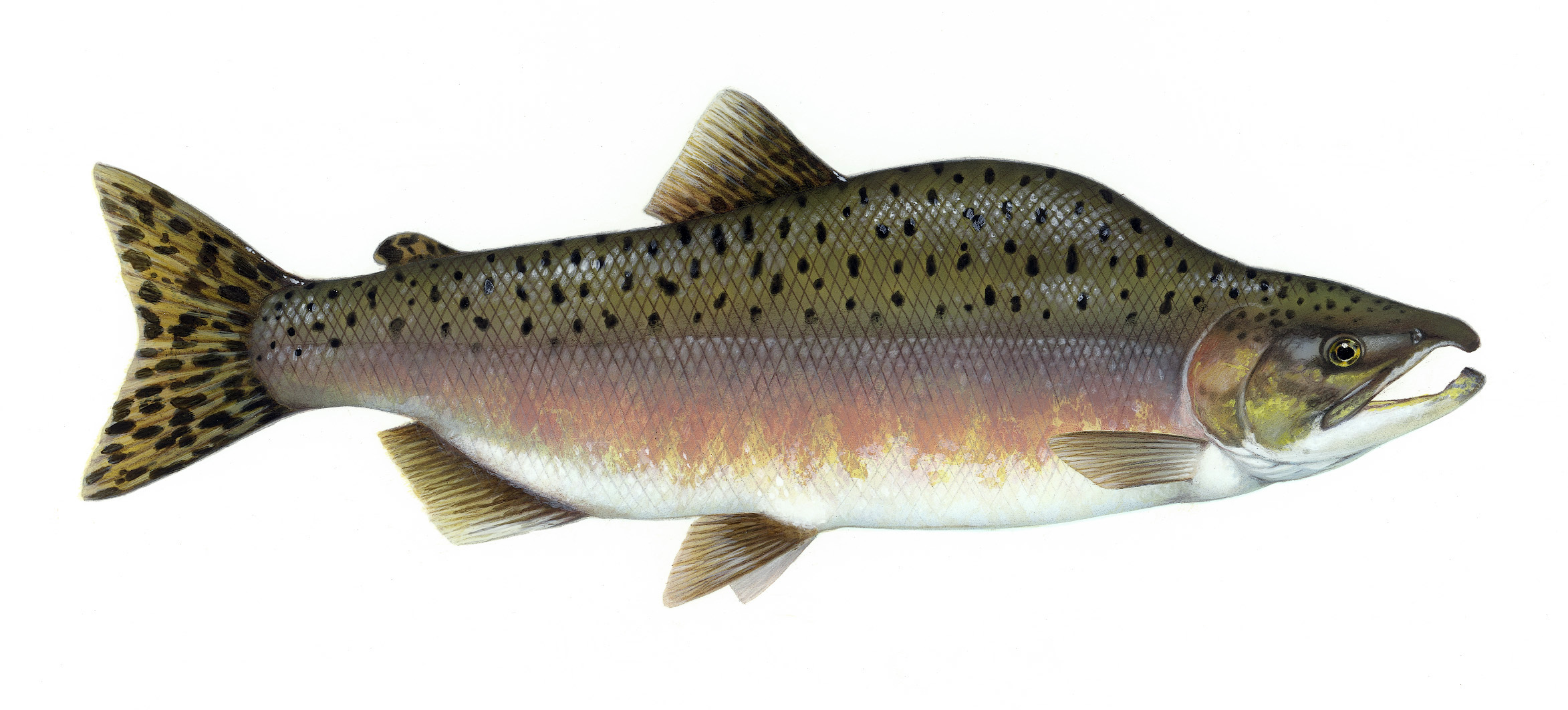
Salmó rosat del Pacífic (Oncorhynchus gorbuscha)

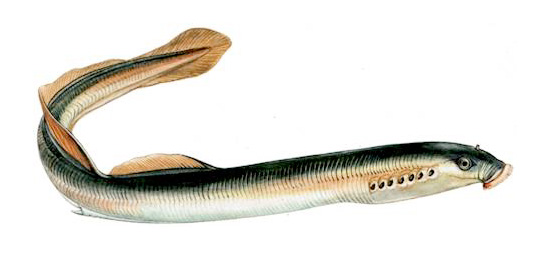
Llampresa de mar (Petromyzon marinus)

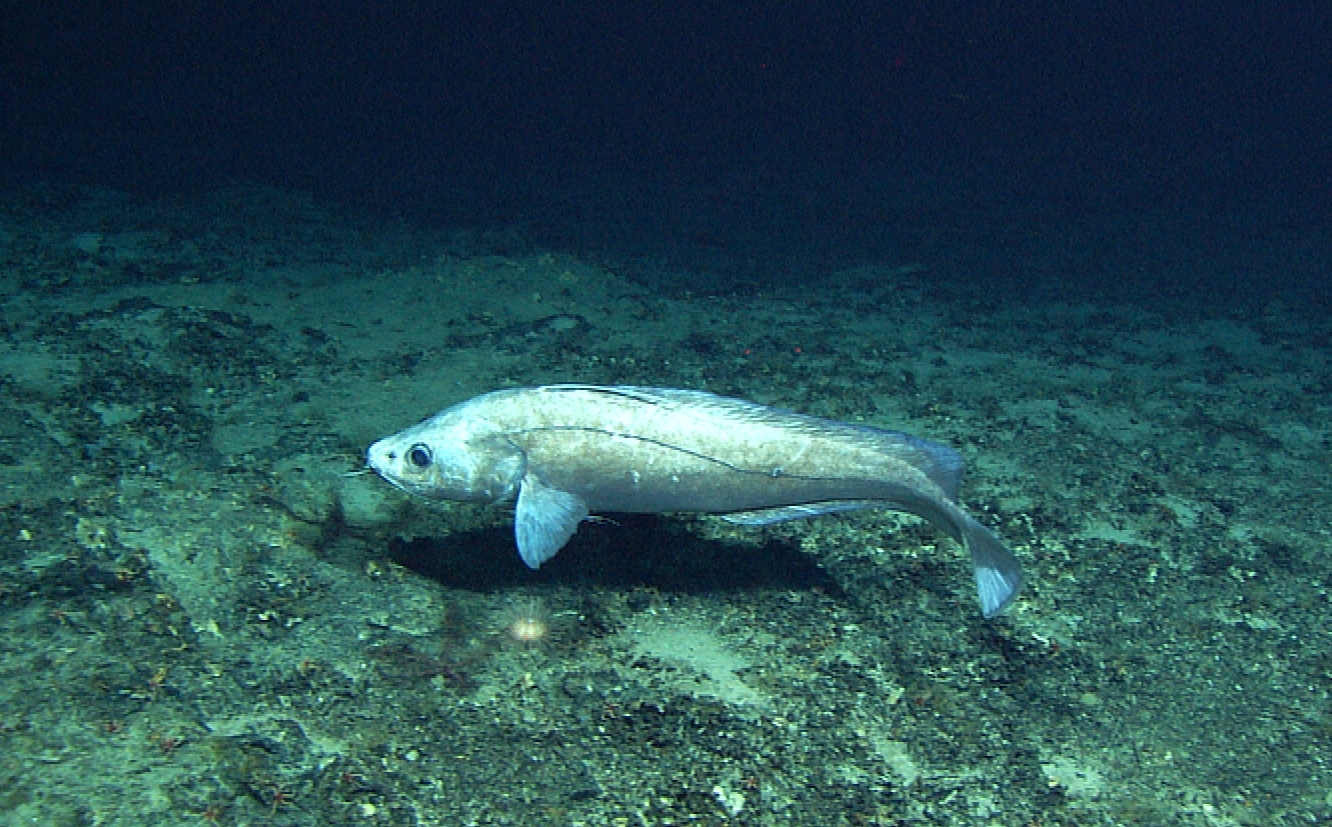
Antimora rostrata

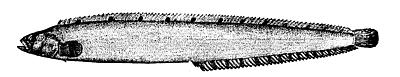
Pholis gunnellus

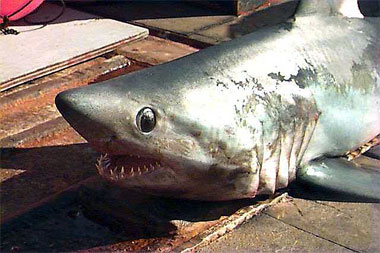
Marraix (Lamna nasus)

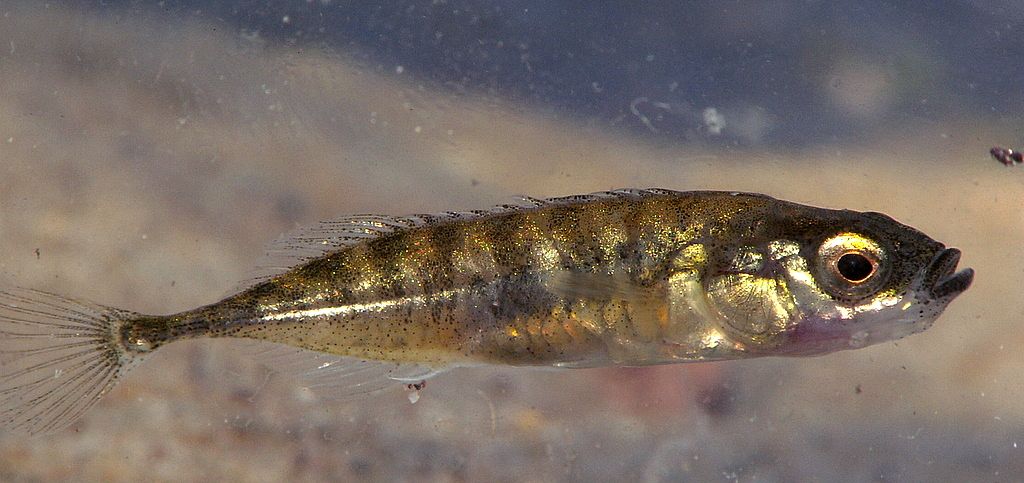
Pungitius pungitius

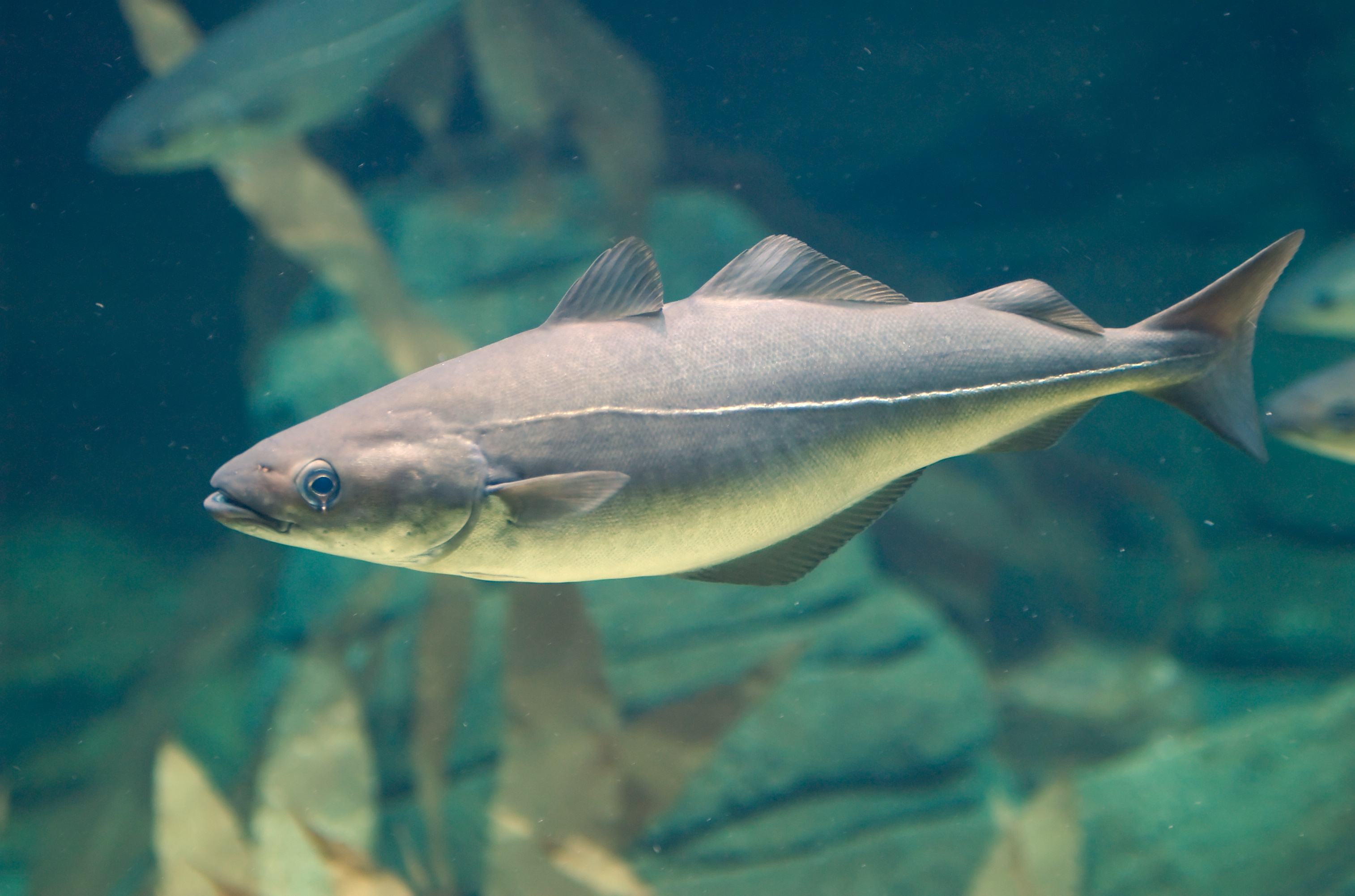
Peix carboner (Pollachius virens)

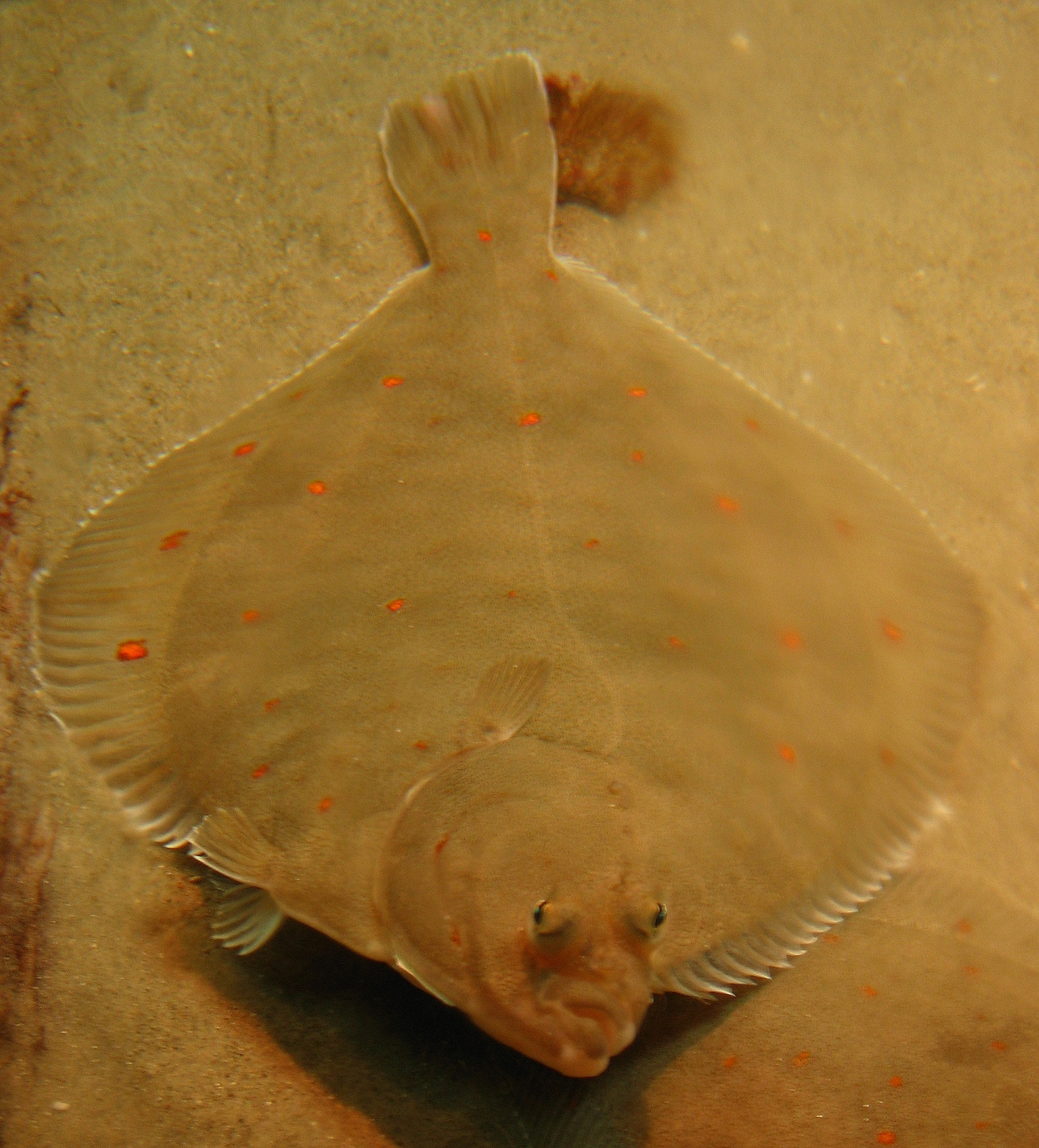
Palaia anglesa (Pleuronectes platessa)

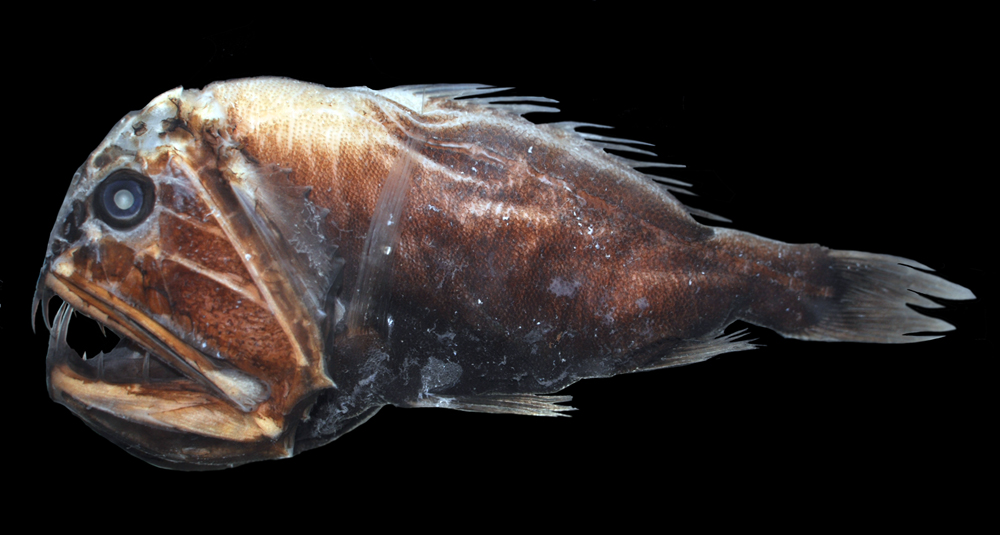
Peix d'ullals (Anoplogaster cornuta)

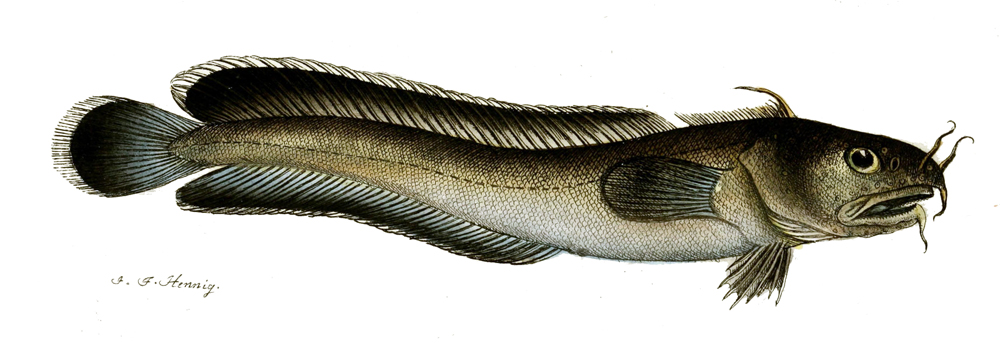
Enchelyopus cimbrius (il·lustració del 1801)

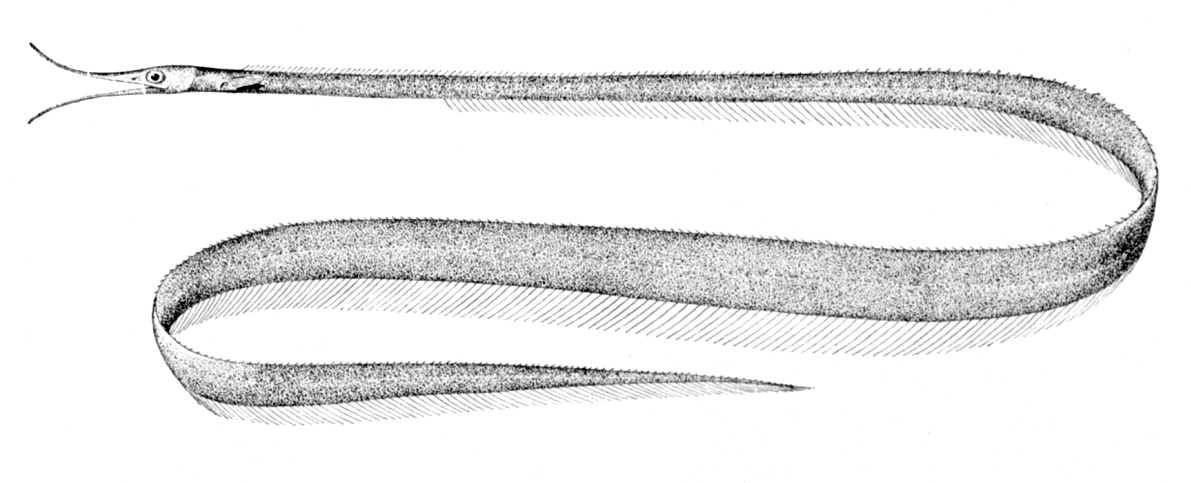
Avocettina infans (il·lustració del 1896)

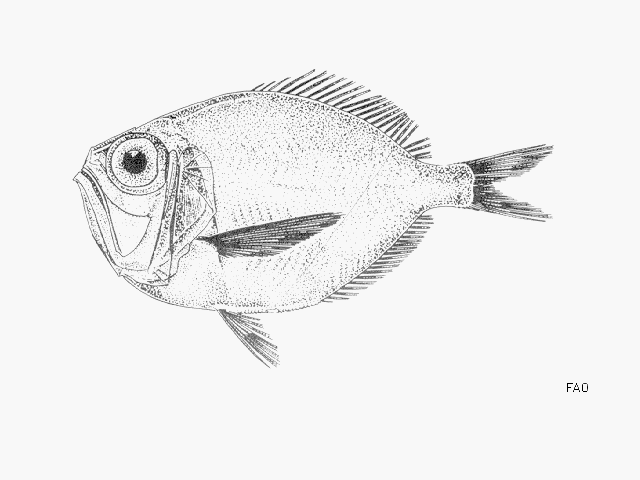
Diretmoides pauciradiatus

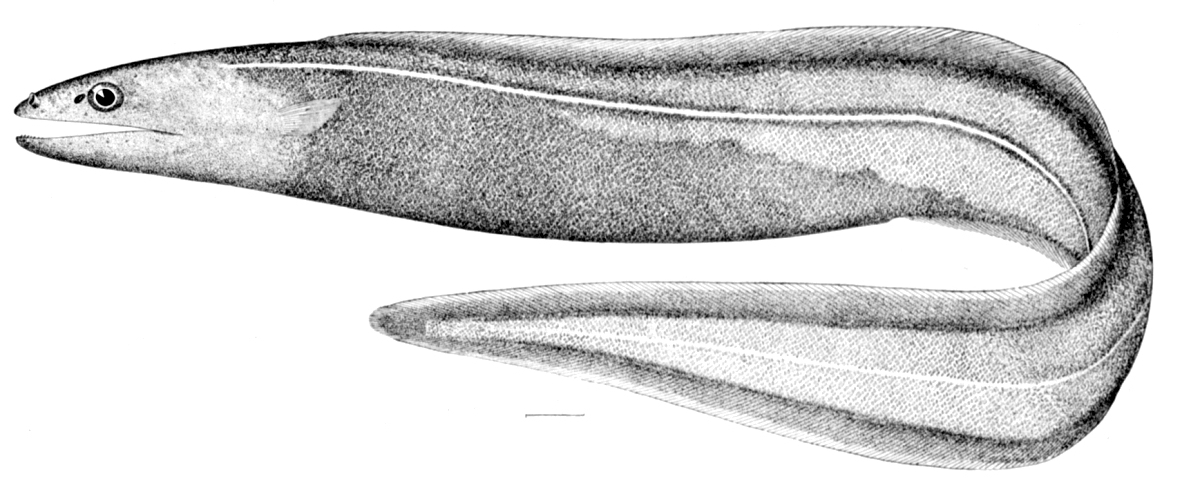
Histiobranchus bathybius (il·lustració del 1896)

Aquesta llista de peixos de Groenlàndia inclou 267 espècies de peixos que es poden trobar actualment a Groenlàndia ordenades per l'ordre alfabètic de llur nom científic.

## A
- Aldrovandia phalacra
- Alepisaurus brevirostris
- Alepisaurus ferox
- Alepocephalus agassizii
- Alepocephalus bairdii
- Amblyraja hyperborea
- Amblyraja jenseni
- Amblyraja radiata
- Ammodytes dubius[1][2]
- Ammodytes marinus[1]
- Anarhichas denticulatus[1][3]
- Anarhichas lupus[1][4]
- Anarhichas minor[1][4]
- Anguilla rostrata[5]
- Anisarchus medius
- Anoplogaster cornuta
- Anotopterus pharao[6][7]
- Antimora rostrata[8]
- Aphanopus carbo[9]
- Apristurus laurussonii
- Arctogadus glacialis[10]
- Arctozenus risso
- Argentina silus
- Argyropelecus gigas
- Argyropelecus hemigymnus
- Argyropelecus olfersii
- Artediellus atlanticus[11]
- Artediellus uncinatus[11]
- Aspidophoroides monopterygius
- Aspidophoroides olrikii
- Avocettina infans

## B
- Bajacalifornia megalops
- Barbantus curvifrons
- Barbourisia rufa
- Bathylaco nigricans
- Bathylagus euryops
- Bathyraja spinicauda[12]
- Bathysaurus ferox
- Bathytroctes microlepis
- Benthalbella infans
- Benthosema glaciale[2]
- Beryx decadactylus
- Boreogadus saida
- Borostomias antarcticus
- Brosme brosme
- Bythites fuscus[2]

## C
- Careproctus kidoi
- Careproctus micropus
- Careproctus reinhardti
- Caristius fasciatus[13]
- Caulophryne jordani
- Centrolabrus exoletus
- Centroscyllium fabricii[14]
- Centroscymnus coelolepis
- Ceratias holboelli
- Ceratoscopelus maderensis
- Cetorhinus maximus
- Chaenophryne draco
- Chaenophryne longiceps
- Chauliodus sloani
- Chiasmodon harteli
- Chiasmodon niger
- Chimaera monstrosa[15]
- Chimaera opalescens
- Clupea harengus
- Coryphaenoides armatus
- Coryphaenoides mediterraneus
- Coryphaenoides rupestris
- Cottunculus microps[11]
- Cottunculus sadko[11]
- Cottunculus thomsonii[11]
- Cryptopsaras couesii
- Cyclopteropsis mcalpini
- Cyclopterus lumpus
- Cyclothone braueri
- Cyclothone microdon
- Cyema atrum

## D
- Danaphryne nigrifilis
- Diretmoides pauciradiatus
- Dissostichus eleginoides[16]
- Dolopichthys longicornis

## E
- Einara edentula
- Enchelyopus cimbrius
- Entelurus aequoreus[17]
- Epigonus telescopus
- Etmopterus princeps
- Eumesogrammus praecisus
- Eumicrotremus derjugini
- Eumicrotremus spinosus
- Eurypharynx pelecanoides

## G
- Gadus morhua[18][19][20][21]
- Gadus ogac[22][23]
- Gaidropsarus argentatus[2]
- Gaidropsarus ensis
- Gasterosteus aculeatus[24][25]
- Gigantactis vanhoeffeni
- Glyptocephalus cynoglossus
- Guttigadus latifrons
- Gymnelus retrodorsalis
- Gymnelus viridis
- Gymnocanthus tricuspis[11]
- Gyrinomimus myersi

## H
- Halargyreus johnsonii
- Harriotta haeckeli[26]
- Harriotta raleighana
- Helicolenus dactylopterus
- Himantolophus groenlandicus[2]
- Hippoglossoides platessoides[27]
- Hippoglossus hippoglossus[28]
- Histiobranchus bathybius
- Holtbyrnia anomala
- Holtbyrnia macrops
- Hoplostethus atlanticus
- Hydrolagus affinis[15]
- Hydrolagus pallidus

## I
- Icelus bicornis
- Icelus spatula

## L
- Lamna nasus
- Lampanyctus crocodilus
- Lampanyctus intricarius
- Lampanyctus macdonaldi
- Lampris guttatus
- Lepidion eques
- Leptagonus decagonus
- Leptoclinus maculatus
- Linophryne algibarbata
- Linophryne bicornis
- Linophryne coronata
- Linophryne lucifer
- Liparis atlanticus
- Liparis bathyarcticus
- Liparis fabricii
- Liparis gibbus
- Liparis liparis
- Liparis tunicatus
- Lophius piscatorius
- Lophodolos acanthognathus
- Lumpenus fabricii
- Lumpenus lampretaeformis
- Lycenchelys alba
- Lycenchelys kolthoffi[29]
- Lycenchelys muraena
- Lycenchelys paxillus
- Lycenchelys sarsii
- Lycodes adolfi[30]
- Lycodes esmarkii
- Lycodes eudipleurostictus
- Lycodes frigidus
- Lycodes gracilis
- Lycodes luetkenii[31]
- Lycodes mcallisteri
- Lycodes paamiuti
- Lycodes pallidus
- Lycodes polaris
- Lycodes reticulatus
- Lycodes rossi
- Lycodes seminudus
- Lycodes squamiventer[29]
- Lycodes terraenovae
- Lycodes turneri
- Lycodes vahlii
- Lycodonus mirabilis

## M
- Macrourus berglax[32]
- Magnisudis atlantica
- Malacoraja spinacidermis
- Malacosteus niger
- Mallotus villosus
- Maulisia mauli
- Maulisia microlepis
- Maurolicus muelleri
- Melamphaes microps
- Melanocetus murrayi
- Melanogrammus aeglefinus[33]
- Melanolagus bericoides
- Melanostomias bartonbeani
- Merlangius merlangus
- Micromesistius poutassou
- Microstomus kitt
- Molva dypterygia[34]
- Molva molva
- Myctophum punctatum
- Myoxocephalus quadricornis
- Myoxocephalus scorpioides
- Myoxocephalus scorpius
- Myxine glutinosa
- Myxine jespersenae[35]

## N
- Nansenia groenlandica
- Nansenia oblita
- Nemichthys scolopaceus
- Nezumia aequalis
- Nezumia bairdii
- Normichthys operosus
- Notacanthus bonaparte
- Notacanthus chemnitzii
- Notoscopelus kroyeri

## O
- Oncorhynchus gorbuscha
- Oneirodes anisacanthus
- Oneirodes eschrichtii[36]
- Oneirodes macrosteus

## P
- Paralepis coregonoides
- Paraliparis bathybius
- Paraliparis copei copei
- Paraliparis garmani
- Paraliparis hystrix[37]
- Petromyzon marinus
- Pholis fasciata
- Pholis gunnellus
- Photostylus pycnopterus
- Phyllorhinichthys balushkini
- Phyllorhinichthys micractis
- Platytroctes apus
- Platytroctes mirus
- Pleuronectes platessa
- Pollachius virens
- Polyacanthonotus rissoanus
- Polyipnus asteroides
- Polyipnus polli
- Polymetme corythaeola
- Poromitra capito
- Protomyctophum arcticum
- Psednos gelatinosus
- Psednos groenlandicus
- Psednos melanocephalus
- Psednos micruroides
- Pungitius pungitius

## R
- Rajella bathyphila
- Rajella bigelowi
- Rajella fyllae[38]
- Rajella lintea
- Reinhardtius hippoglossoides[39][40][41][42][43][44][45][46][47]
- Rhadinesthes decimus
- Rhinochimaera atlantica
- Rondeletia loricata
- Rouleina attrita
- Rouleina maderensis

## S
- Saccopharynx ampullaceus
- Sagamichthys schnakenbecki
- Salmo salar
- Salvelinus alpinus alpinus[48]
- Scopelogadus beanii
- Scopelosaurus lepidus[49]
- Searsia koefoedi
- Sebastes fasciatus[44]
- Sebastes mentella[44]
- Sebastes norvegicus[44]
- Sebastes viviparus[44]
- Serrivomer beanii
- Sigmops bathyphilus
- Sigmops elongatus
- Somniosus microcephalus[50][51]
- Spiniphryne gladisfenae
- Squalus acanthias
- Sternoptyx pseudobscura
- Stichaeus punctatus punctatus
- Stomias boa boa
- Stomias boa ferox
- Synaphobranchus kaupii

## T
- Thalassobathia pelagica
- Trachipterus arcticus
- Triglops murrayi
- Triglops nybelini[52]
- Triglops pingelii[2]
- Trigonolampa miriceps
- Trisopterus esmarkii

## U
- Urophycis tenuis

## V
- Valenciennellus tripunctulatus

## X
- Xenodermichthys copei[53][54]